# Waffenamt
Waffenamt (WaA) je bila nemška vojaška agencija za orožje. Bilo je središče raziskovanja in razvijanja nove tehnologije v Tretjem rajhu za orožje, strelivo in opremo. Opremljali so nemški Reichswehr in kasneje Wehrmacht. Ustanovljena je bila 8. novembra 1919. 5. maja 1922 se je agencija preiimenovala v Heereswaffenamt (HwaA), kar pomeni urad za vojaško orožje.
Heeres-Abnahmewesen je bila služba, ki je bila zadolžena za testiranje vseh orožij preden so ti prišli v uporabo v Wehrmacht (slovensko: obrambne sile). Inšpektorji so se ravnali po vodniku imenovanem Technische Lieferbedingungen, ki so ga pripravili številni oddelki Waffenprufamter (WaPruf, slovensko: oddelek za razvoj in testiranje). 
Do leta 1940 je Abnahme vseboval 25000 zaposlenih v petih oddelkih in v 16 nadzorovanih področjih. Zaposlene so skrbno izbirali. Leta 1944 je bilo okoli 8000 Abnahme inšpektorjev osvobojenih dolžnosti vojskovanja na frontah.